# رایفایزن بانک اینترناسیونال
رایفایزن بانک اینترناسیونال (انگلیسی: Raiffeisen Bank International) شرکت خدمات مالی و بانکداری اتریشی است، که در سال ۱۹۲۷ تأسیس شد.